# قرية ديبوسيت (نيويورك)
قرية ديبوسيت (بالإنجليزية: Deposit (village), New York)‏ هي منطقة سكنية تقع في الولايات المتحدة في نيويورك (ولاية). يقدر عدد سكانها بـ 1,663 نسمة ومساحتها 3.4 كم2 وترتفع عن سطح البحر 302.06 متر.

## أعلام
- ماري أنطوانيت كانون